# Гастон Рулантс
Гастон Рулантс (на нидерландски: Gaston Roelants) е белгийски бегач, олимпийски шампион.
Той е роден на 5 февруари 1937 година в Опвелп, днес част от Бийрбек. През 60-те години е сред водещите състезатели на 3000 метра бягане с препятствия, като печели олимпийската титла през 1964 година и поставя два световни рекорда. В края на 60-те се ориентира към по-дълги дистанции, поставя по два световни рекорда в бягането на 20 километра и в продължение на 1 час, през 1969 година е втори на маратона на Европейското първенство по лека атлетика.